# Landau (Mondkrater)
Landau ist ein großer Einschlagkrater auf der Mondrückseite.
Der Krater Landau liegt auf der nördlichen Hälfte der Mondrückseite, nordwestlich des vergleichbar großen Kraters Lorentz. Am südlichen Kraterrand grenzt Frost und im Südosten liegen Razumov und Petropavlovskiy. Unmittelbar am nordöstlichen Rand schließt sich Wegener an. In östlicher Richtung trifft man auf Perrine, in nördlicher Richtung auf Sarton.
Landau ist von vielen späteren Einschlägen gezeichnet, die größten unter ihnen sind der Krater Wood, der den nordwestlichen Teil überlagert, und sein Nebenkrater Landau Q im Südwesten des Kraterinneren. 
Der Krater ist sehr alt, seine Entstehungszeit wird der pränektarischen Periode zugerechnet.

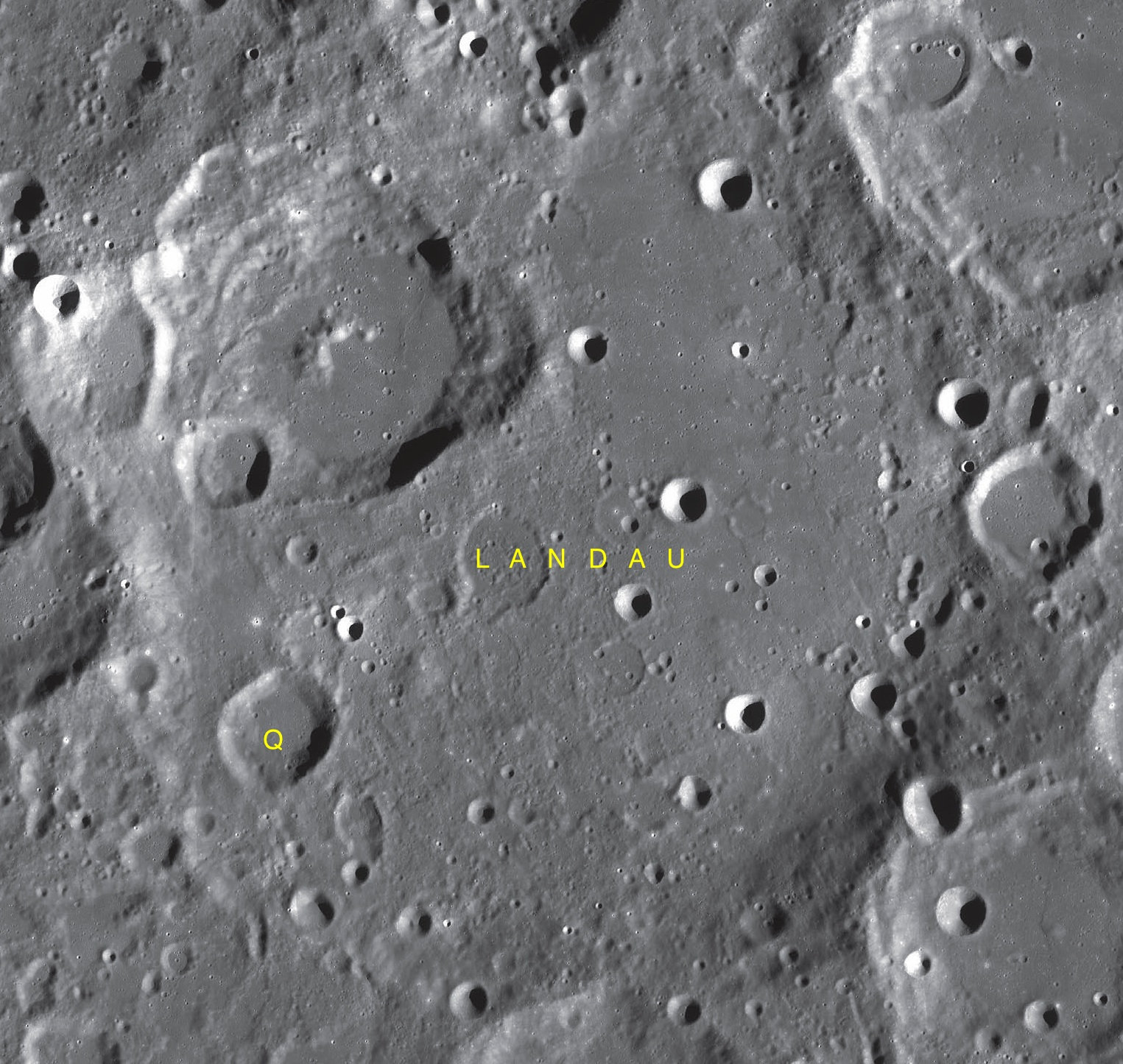
Landau mit seinem Nebenkrater

Landau hat einen mit Q bezeichneten Nebenkrater:
| Buchstabe | Position            | Durchmesser | Link |
| --------- | ------------------- | ----------- | ---- |
| Q         | 40,65° N, 122,02° W | 30 km       |      |

Der Krater wurde 1970 von der IAU offiziell nach dem sowjetischen Physiker Lew Dawidowitsch Landau benannt.